# Ołeksa Borkaniuk
Ołeksa Ołeksijowycz Borkaniuk, Aleksiej Aleksiejewicz Borkaniuk (ukr. Олекса Олексійович Борканюк, ros. Алексей Алексеевич Борканюк, ur. 16 stycznia 1901 w Jasinie, zm. 3 października 1942 w Budapeszcie) – ukraiński i czechosłowacki działacz komunistyczny, radziecki partyzant i działacz podziemia uhonorowany pośmiertnie tytułem Bohatera Związku Radzieckiego (1965).

## Życiorys
Urodził się w biednej huculskiej rodzinie. Skończył 4 klasy szkoły wiejskiej i szkołę handlową w Mukaczewie, później studiował w Akademii Handlowej w Użhorodzie. W wieku 15 lat związał się z ruchem rewolucyjnym, w 1924 wstąpił do komunistycznej młodzieżówki, a w 1925 do KPCz. Na polecenie KC KPCz został wysłany do ZSRR, gdzie od 1926 do 1929 studiował na Uniwersytecie im. Artioma w Charkowie, a na początku 1929 jako aktywny komunistyczny polityk został przyjęty do WKP(b). We wrześniu 1929 powrócił do Zakarpacia, w październiku 1929 objął funkcję przewodniczącego Krajowego Komitetu Komsomołu i redaktora odpowiedzialnego wydawanej po ukraińsku gazety „Pracjujucza Mołod'”, a w lutym 1931 redaktora gazety „Karpatśka Prawda”. W 1934 został I sekretarzem Zakarpackiego Krajowego Komitetu KPCz, w 1935 wybrano go posłem do czechosłowackiego parlamentu i delegatem na VII Kongres Kominternu. Po aneksji Zakarpacia przez Węgry w marcu 1939 na polecenie Biura Politycznego KC KPCz udał się do Moskwy, gdzie skierowano go do pracy w KC MOPR. Po ataku Niemiec na ZSRR na polecenie KC KPCz wstąpił do Armii Czerwonej, w której został politrukiem. Brał udział w przygotowywaniu kadr komunistycznego ruchu partyzanckiego Czechosłowacji (głównie Zakarpacia) i Węgier, współpracując z komunistami czechosłowackimi i węgierskimi przebywającymi w Moskwie. W końcu września 1941 wraz z grupą zakarpackich komunistów został zrzucony na spadochronie na terytorium Zakarpacia z zadaniem prowadzenia sabotażu i dywersji (głównie na kolei). Działał w rejonie Rachowa, Jasiny i Stanisławowa, opracowując plan dywersji komunikacyjnej. 12 lutego 1942 został aresztowany, później przewieziony do więzienia w Budapeszcie, gdzie następnie go rozstrzelano. 8 maja 1965 pośmiertnie otrzymał tytuł Bohatera Związku Radzieckiego i Order Lenina.